# ライアー大戦 じゃんまげどん
『ライアー大戦じゃんまげどん』（ライアーたいせん じゃんまげどん）とは、ライアーソフトから2003年12月12日に発売されたアダルトゲームのファンディスクである。

## 解説
ライアーソフトの歴代ヒロインたちが登場する脱衣麻雀ゲームである本作は、シナリオの展開や登場人物が主人公の行動によって変化するのが特徴。
また、もう一つの特徴としてキャラクターの個性を反映したイカサマが搭載されている。例えば『行殺・新選組』の土方歳江の場合、俳句や詩を嗜む趣味を反映したイカサマ「餅を焼き また餅を焼き 春の月」は、発動時技名が五・七・五に分けられて表示され、引いた牌を白牌に変えてしまうというものである。
ヒロインたちのキャラクターデザイナーは、そのゲームに携わった原画家が担当している。

## あらすじ
主人公・上田 一朗がフライングゲットしたライアーソフトの新作をパソコンにインストールしようとしていたところ、家屋が落雷を受け、パソコンがショートしてしまった。すると、パソコンからフィアナという美少女が現れた。そのゲームのヒロインだという彼女は、現実世界のプレイヤーである一郎に謎の淫獣を倒してほしいと頼み込んだ。ゲームの世界であるライアー空間に来てしまった兄妹は、淫獣退治に向かう。そして、その行く手を遮るのは淫獣に操られた歴代ライアーヒロイン達を救えるのは、何故か麻雀。
はたして、上田兄妹と新作ゲームの運命はどうなるのだろうか。

## 登場人物

### 本作オリジナルキャラクター
上田一郎（うえだ いちろう）
本作の主人公。
エロゲーが好きすぎて学業がおろそかになってしまっている。その趣味から妹に冷遇されており、強がってはいるものの、仲直りしたいとも考えている。
上田愛実（うえだまなみ）
声：松永雪希
一郎の実妹。エロゲー好きの兄を冷たい目で見ている。
フィアナ
声：長崎みなみ
ライアーソフトの新作RPG『ドラゴンファンタジー』のヒロイン。

### 歴代作品のキャラクター
区分：H：対戦相手、P：パートナー、E：その他
- 『ちょ〜イタ 〜素晴らしき超能力人生〜』
  - 葛西つとむ P
  - 那霧清香 H（声：歌織）
- 『行殺・新選組』
  - 土方歳江 H（声：かわしまりの）
  - 沖田鈴音 H（声：YUKI）
  - カモミール芹沢
- 『ぶるまー2000 〜BLOOMERS MILLENNIUM〜』
  - 常葉愛 H（声：長崎みなみ）
  - キッス・キリアンガヤ E
- 『LOVE NEGOTIATOR』
  - 根越栄太 P
  - 岡田勇気 E
  - 桜井さちえ H
  - ナタリア・リフストスカヤ H（声：歌織）
  - 三島のぞみ H（声：草柳順子）
- 『腐り姫』
  - 簸川潤 H（声：金田まひる）
  - 簸川芳野 H（声：かわしまりの）
  - 蔵女 H（声：YUKI）
- 『PINKPANZER』
  - 神凪瑠美子 H（声：歌織）
  - モコ H（声：草柳順子）
  - 大停蘭子 P
- 『CANNONBALL 〜ねこねこマシン猛レース!〜』
  - ハンバーガー・パティ H（声：金田まひる）
  - ナチャ H（声：乃田あす実)
  - フォックスバット P
  - メルクリウス E
  - ヒッグス E
- 『Little Little Election』
  - 橿原弥生 H（声：松永雪希）
  - 藤ヶ丘淑子 E
- 『サフィズムの舷窓』
  - 杏里・アンリエット P（声：椎名奏子）
  - ファン・ソヨン P（声：草柳順子）
  - ヘレナ・ブルリューカ P（声：長崎みなみ）
  - 天京院鼎 E
  - ニキ・バルトレッティ E